# 穆坎布
穆坎布是巴西塞阿拉州的一个市镇。总面积190.538平方公里，总人口13980人，人口密度73.4人/平方公里。